# Лечебный жареный цыплёнок
«Лечебный жареный цыпленок» (англ. Medicinal Fried Chicken) — 3-й эпизод 14-го сезона (№ 198) сериала «Южный парк», премьера которого состоялась 31 марта 2010 года.

## Сюжет
В Колорадо приняты законы, один из которых разрешает курение марихуаны по медицинским показаниям, а другой запрещает фастфудные рестораны в округах с низкими доходами (Южный Парк оказывается одним из таких округов). Из-за этого любимую забегаловку Картмана KFC заменили на аптеку лекарственной марихуаны. Узнав об этом, Рэнди Марш попытался легально купить косяк, но столкнулся с тем, что марихуану продают только по рецепту врача, например, людям больным раком. Рэнди пробует быстро заболеть раком, прочитав, что рак вызывает радиоактивное излучение. Он суёт свои гениталии в микроволновку и достигает результата. Его яички вырастают до неимоверных размеров из-за опухолей, и он получает долгожданную марихуану. Рэнди рассказывает о своём опыте друзьям, которые поступают аналогичным образом: вызывают у себя рак и получают рецепты для марихуаны. Вскоре один врач задаётся вопросом: почему сразу после открытия магазина с лекарственной марихуаной число больных раком яичек возросло во много раз.
У Картмана, имеющего зависимость от продуктов KFC, начинается ломка, и он оказывается вовлечён в преступный синдикат торговли едой из этой сети закусочных.

## Пародии
- Куриная мафия пародирует латиноамериканских наркоторговцев из голливудских фильмов, в частности «Лицо со шрамом». Сюжетная линия Картмана с момента его вступления в банду — практически покадровая пародия на этот фильм.
- Человека, у которого Картман покупает «товар», зовут «Чайный пакетик» (англ. Tea-bag) — отсылка к персонажу сериала «Побег» — Ти-Бэг.
- Томми Кентуки в одном из эпизодов возможно, является пародией на Томми Версетти — главного протагониста игры Grand Theft Auto: Vice City, где Томми Версетти отправляется в Вайс Сити по заданию своего босса Сонни Форелли проконтролировать сделку по продаже наркотиков.

## Факты
- Форма футбольной команды Саус-парка, в которой играют мальчики, выглядит точно так же, как домашняя форма английского ФК «Барнет».[источник не указан 5189 дней]
- В эпизоде был спародирован Полковник Сандерс, несмотря на то, что он умер еще в 1980 году.
- Попытка Рэнди радиоактивно облучиться от микроволновки физически невозможна. В микроволновках для приготовления пищи используются не радиация, а радиоволны сверхвысокой частоты, так что Рэнди мог только сварить свои яички, но никак не заболеть раком.
- Песня, которую поет Рэнди — «Buffalo Soldier», песня Боба Марли.
- Мелодия, звучащая во время скачек на распухших яичках — «Chicken On The Rocks» (Jean Jacques-Perrey & Dana Countryman).
- Рэнди спешил посмотреть эпизод сериала «Каприка» (тот вышел 26 марта, а эпизод Саус Парка вышел 31 марта, что может отвечать срокам создания мультсериала).
- На выезде из городка Фэйрплей в Колорадо (прообразе Южного Парка) действительно находится магазин медицинской марихуаны Wise Cannabis.